# Piele (material)

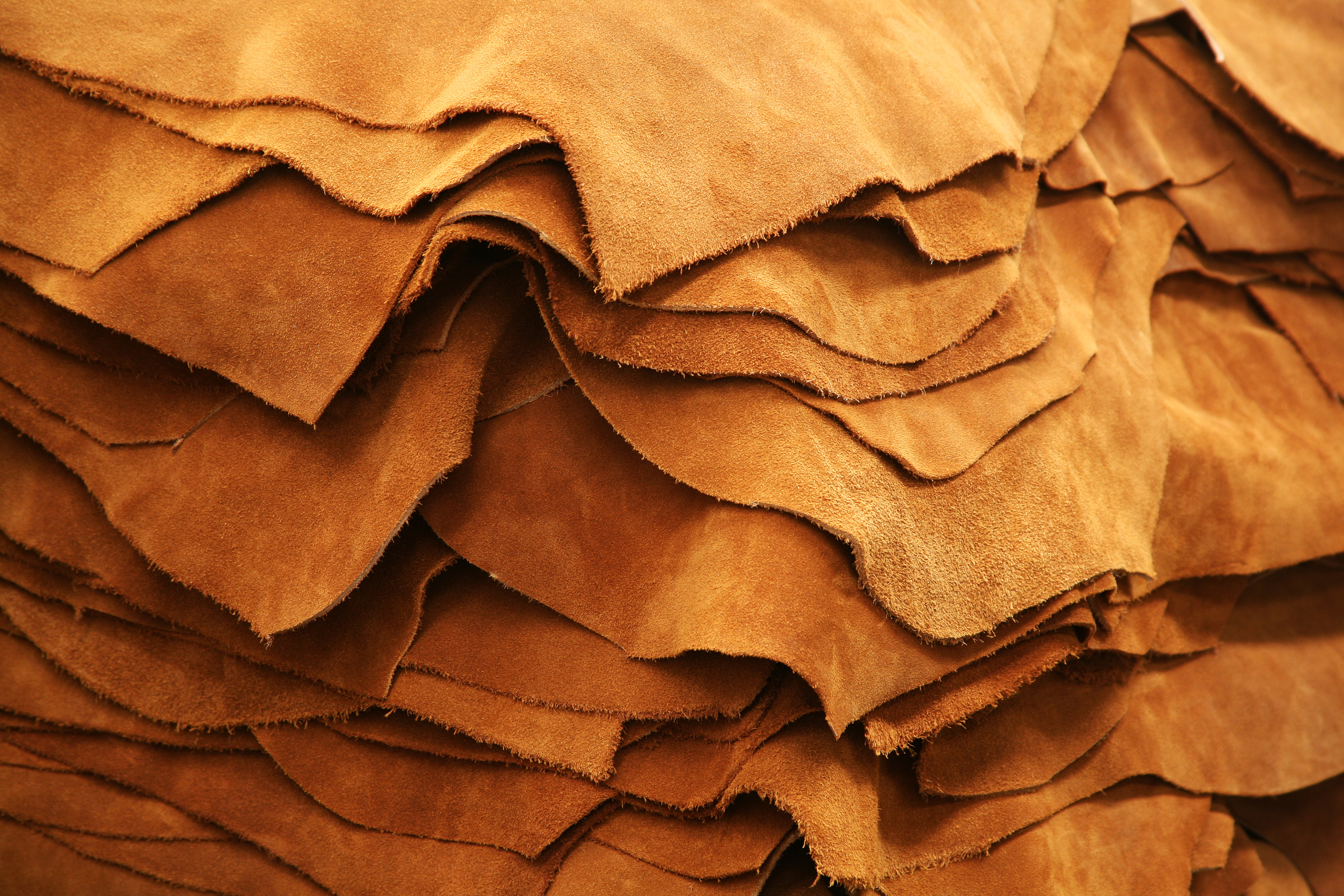
Piei prelucrate

Pielea este un material obținut prin tăbăcirea pielii jupuite de pe animale (bovine, ovine, caprine, porcine, reptile). Până să ajungă la forma finită, produsul trece prin mai multe etape de fabricare. Pielea autentică se întrebuințează la confecționarea articolelor de îmbrăcăminte, încălțăminte, dar și în tapiserie și marochinărie.

## Istorie
Conform materialelor săpăturilor arheologice, este posibil să se judece posesia tehnicii de prelucrare a pielii și fabricarea accesoriilor și îmbrăcămintei din aceasta — mențiuni despre ambarcațiunile din piele apar în tabletele cuneiforme ale bibliotecii regelui asirian Ashurbanipal.